# 山口智規
山口 智規（やまぐち とものり、2003年4月13日 - ）は、日本の陸上競技選手。専門は長距離種目。千葉県出身。早稲田大学スポーツ科学部在学中で、早稲田大学競走部に所属。

## 来歴
学法石川高等学校を経て、アスリート選抜でスポーツ科学部に進学。
2024年2月25日、日本選手権クロスカントリー、福岡クロカンに出場。29分16秒で、井川龍人をかわし、優勝。
同年6月23日、全日本大学駅伝対抗選手権大会関東学生陸上競技連盟推薦校選考会
の最終4組に出場。28分36秒15の組4位（日本人1位）でチームの選考会突破に貢献した。

## 戦績

### 大学三大駅伝戦績
| 学年               | 出雲駅伝                     | 全日本大学駅伝              | 箱根駅伝                           |
| ------------------ | ---------------------------- | --------------------------- | ---------------------------------- |
| 1年生 （2022年度） | 第34回 - - - 不出場          | 第54回 4区-区間3位 34分01秒 | 第99回 ― - ― 出走なし              |
| 2年生 （2023年度） | 第35回 2区-区間3位 16分26秒  | 第55回 2区-区間4位 31分20秒 | 第100回 2区-区間4位 1時間06分31秒  |
| 3年生 （2024年度） | 第36回 1区-区間12位 24分09秒 | 第56回 2区-区間5位 31分48秒 | 第101回 2区-区間12位 1時間07分01秒 |

## 自己記録
- 1500m - 3分38秒16
- 5000m - 13分16秒56
- 10000m - 27分52秒37
- ハーフマラソン - 1時間01分16秒